# Jeremy Messersmith
Jeremy Messersmith, född i Charleston, South Carolina, USA, är en amerikansk indiepopmusiker. Han verkar i Minneapolis, Minnesota och har kontrakt hos Glassnote Records. Han har vid flera tillfällen spelat för Barack Obama och Joe Biden.

## Diskografi
- The Alcatraz Kid, 2006
- The Silver City, 2008
- The Reluctant Graveyard, 2010
- Paper Moon, 2012
- Late Stage Capitalism, 2018

### Singlar
- Tatooine, 2010